# Лечин
Лечин (њем. Letschin) општина је у њемачкој савезној држави Бранденбург. Једно је од 45 општинских средишта округа Меркиш-Одерланд. Према процјени из 2010. у општини је живјело 4.516 становника. Посједује регионалну шифру (AGS) 12064274.

## Географски и демографски подаци
Лечин се налази у савезној држави Бранденбург у округу Меркиш-Одерланд. Општина се налази на надморској висини од 8 метара. Површина општине износи 141,3 km². У самом мјесту је, према процјени из 2010. године, живјело 4.516 становника. Просјечна густина становништва износи 32 становника/km².

## Међународна сарадња
| Мјесто     | Држава | Врста сарадње | Од    |
| ---------- | ------ | ------------- | ----- |
|            | Пољска | контакт       | 1972. |
| Мјешковице | Пољска | партнерство   | 1995. |
|            | Пољска | контакт       | 1992. |
| Извор      |        |               |       |